# Haikou, Fujian
Haikou (kinesiska: 海口) är en köping i sydöstra Kina. Den ligger i Fuqing i staden Fuzhou i provinsen Fujian, omkring 45 kilometer söder om provinshuvudstaden Fuzhou. Antalet invånare är 60 367. Befolkningen består av 30 325 kvinnor och 30 042 män. Barn under 15 år utgör 17,0 %, vuxna 15-64 år 73 %, och äldre över 65 år 9,0 %.